# Little Parndon
Little Parndon is een wijk in Harlow, in het Engelse graafschap Essex. In 2001 telde de wijk 5256 inwoners.